# العلاقات الأيرلندية القطرية
العلاقات الأيرلندية القطرية هي العلاقات الثنائية التي تجمع بين جمهورية أيرلندا وقطر.

## مقارنة بين البلدين
هذه مقارنة عامة ومرجعية للدولتين:
| وجه المقارنة                                              | جمهورية أيرلندا                                       | قطر           |
| --------------------------------------------------------- | ----------------------------------------------------- | ------------- |
| المساحة (كم2)                                             | 70.27 ألف                                             | 11.44 ألف     |
| عدد السكان (نسمة)                                         | 4.76 مليون                                            | 2.64 مليون    |
| الكثافة السكانية (ن./كم²)                                 | 67.74                                                 | 230.77        |
| العاصمة                                                   | دبلن                                                  | الدوحة        |
| اللغة الرسمية                                             | اللغة الأيرلندية، لغة إنجليزية، الإنجليزية الأيرلندية | اللغة العربية |
| العملة                                                    | جنيه أيرلندي، يورو، عملات اليورو الأيرلندية           | ريال قطري     |
| الناتج المحلي الإجمالي (بليون دولار)                      | 333.73 مليار                                          | 167.61 مليار  |
| الناتج المحلي الإجمالي (تعادل القوة الشرائية) بليون دولار | 318.16 مليار                                          | 316.40 مليار  |
| الناتج المحلي الإجمالي الاسمي للفرد دولار أمريكي          | 61.13 ألف                                             | 73.65 ألف     |
| الناتج المحلي الإجمالي للفرد دولار أمريكي                 |                                                       | 141.54 ألف    |
| مؤشر التنمية البشرية                                      | 0.916                                                 | 0.850         |
| رمز المكالمات الدولي                                      | +353                                                  | +974          |
| رمز الإنترنت                                              | .ie                                                   | .qa           |
| المنطقة الزمنية                                           | 00، ت ع م+01:00، أوروبا/دبلن ‏                         | ت ع م+03:00   |

## منظمات دولية مشتركة
يشترك البلدان في عضوية مجموعة من المنظمات الدولية، منها:
| علم المنظمة | اسم المنظمة                               | تاريخ انضمام جمهورية أيرلندا | تاريخ انضمام قطر |
| ----------- | ----------------------------------------- | ---------------------------- | ---------------- |
|             | يونسكو                                    | 3 أكتوبر 1961                | 27 يناير 1972    |
|             | وكالة ضمان الاستثمار متعدد الأطراف        | 27 أكتوبر 1989               | 22 أكتوبر 1996   |
|             | الأمم المتحدة                             | 14 ديسمبر 1955               | 21 سبتمبر 1971   |
|             | الاتحاد البريدي العالمي                   | ?                            | ?                |
|             | البنك الدولي للإنشاء والتعمير             | 8 أغسطس 1957                 | 25 سبتمبر 1972   |
|             | المنظمة الهيدروغرافية الدولية             | ?                            | ?                |
|             | الاتحاد الدولي للاتصالات                  | 8 ديسمبر 1923                | 27 مارس 1973     |
|             | منظمة حظر الأسلحة الكيميائية              | ?                            | ?                |
|             | مؤسسة التمويل الدولية                     | 11 سبتمبر 1958               | 11 أكتوبر 2008   |
|             | المركز الدولي لتسوية المنازعات الاستشارية | 7 مايو 1981                  | 20 يناير 2011    |
|             | منظمة التجارة العالمية                    | ?                            | ?                |
|             | منظمة الشرطة الجنائية الدولية             | ?                            | ?                |

## وصلات خارجية
- موقع وزارة الخارجية الأيرلندية
- موقع وزارة الخارجية القطرية